# Listă de festivaluri heavy metal
Aceasta este lista festivalurilor muzicale de muzică heavy metal ordonate după țară.

## Festivaluri

### Angola
Huambo Rock Festival September 2013

### Armenia
- MetalFront Fest

### Argentina
- Monsters of Rock
- Quilmes Rock

### Australia
- Soundwave festival
- No Sleep Til Festival

### Austria
- Kaltenbach Open Air

### Belgia
- Graspop Metal Meeting
- Metal Female Voices Fest

### Brazilia
- Monsters of Rock
- Rock In Rio
- Hollywood Rock
- Metal Open Air

### Bosnia și Herțegovina
- Sarajevo Metal Fest

### Bulgaria
- Kavarna Rock Fest
- Kaliakra Rock Fest
- Sonisphere Festival
- Spirit of Burgas

### Canada
- Heavy MTL
- Messe des Morts Festival
- Noctis Valkyries Metal Festival
- AMF - Armstrong Metal Festival
- Heavy T.O.
- Format:Loud as Hell Festival]

### Cehia
- Obscene Extreme
- Brutal Assault
- Masters of Rock
- Metalfest

### Columbia
- Altavoz
- Festival Convivencia Rock - Pereira
- Manizales Grita Rock
- Rock al parque

### Costa Rica
- Festival Siembra y Lucha

### Chile
- Monsters of Rock
- Metal Fest

### Croația
- Burning Sea Festival
- Underwall Festival

### Cipru
- Power of the Night Festival

### Danemarca
- Sick Fest
- Copenhell
- Kill-Town Death Fest (Copenhaga)
- Aalborg Metal Festival
- Day of decay
- Green light district festival
- Metalstone
- Roskilde Festival
- Royal Metal Fest
- Metal Magic Festival

### Ecuador
- Quito Fest

### Elveția
- Greenfield Festival
- Meh Suff!
- Metal Assault Festival
- Metalfest
- Sonisphere
- Headbangersball Summer Festival

### Emiratele Arabe Unite
- Dubai Desert Rock Festival

### Estonia
- Hard Rock Laager
- Rabarock

### Filipine
- Kaguluhan Music Festival
- Pulp Summer Slam
- Red Horse Muziklaban
- Kapatiran ng Bakal at Apoy
- Lakefest

### Finlanda
- Dark River Festival
- Finnish Metal Expo
- Jalometalli Metal Music Festival
- Jalometalli Winterfest
- Nummirock Festival
- Sauna Open Air Metal Festival
- Tuska Open Air Metal Festival
- Hammer Open Air Metal Festival
- Deathroit
- SteelFest Open Air Metal Festival

### Franța
- Fury Fest
- Hellfest Summer Open Air
- Monsters of Rock
- Motocultor Festival
- Paris Metal France Festival
- Raismes Fest
- VS Fest

### Germania
- Bang Your Head!!!
- Battle of Metal
- Chronical Moshers Open Air
- Dong Open Air
- Doom Shall Rise
- Earthshaker Fest
- Eisenwahn Festival
- Euroblast
- Extremefest Deutschland
- Force Attack
- Fuck the Commerce
- Gahlen Moscht Metal Open Air
- Headbangers Open Air
- Hellflame Festival
- Hellflame Festival - The South Side of Hell
- Hellraiser Open Air
- Heidenfest
- Keep It True
- Magic Circle Festival
- Metal Forces Festival
- Monsters of Rock
- Heavy Metal Marder Festival
- Party.San Open Air
- Queens of Metal
- Ragnarök Festival
- Rock am Ring and Rock im Park
- Rock Hard Festival
- RockHarz
- Southside Festival
- Summerblast Festival
- Summer Breeze Open Air
- Temple of Metal Open Air Festival
- Tomahawk Festival
- Under the Black Sun
- United Metal Maniacs
- Up from the Ground
- Wacken Open Air
- Walpurgis Metal Days
- Winternoise Festival
- With Full Force
- Zwergenaufstand - Open Air - 2012

### Grecia
- March Metal Day
- Rockwave Festival
- Up the Hammers
- Rock You To Hell Festival

### Islanda
- Eistnaflug

### India
- Bangalore Open Air

### Indonezia
- Bandung Berisik - Bandung, Java de Vest (Jawa Barat)
- Rock In Solo - Solo, Java Centrală (Jawa Tengah)
- Hammersonic International Festival - Jakarta

### Irlanda
- Day of Darkness
- Download Festival Ireland (2006)

### Italia
- Agglutination Metal Festival
- Evolution Festival
- Gods of Metal
- Heineken Jammin' Festival
- Maximum Rock Fest
- Metal Valley Open Air
- Monsters of Rock
- Play It Loud! Festival
- Metal Crusade
- Total Metal Festival

### Japonia
- Independence-D
- Loudpark Festival

### Letonia
- Metalshow.lv Open Air

### Lituania
- Kilkim Žaibu
- Mėnuo Juodaragis
- Velnio Akmuo

### Liban
- Beirut Rock Festival
- Rockin' The Woods
- Summer Fusion Open Air

### Malaezia
- KL MetalCamp

### Malta
- Shellshock Metal Fest
- Xtreme Metal Assault
- The Malta Doom Metal Festival
- Malta Death Fest, festival prezentat de vocalistul unei trupe malteze de death metal, Beheaded, Frank Calleja.

### Maroc
- Boulevard des Jeunes Musiciens
- Metalkesh Festival

### Mexic
- Monterrey Metal Fest
- Hell and Heaven Metal Fest

### Moldova
- Brutal Basarabia[1]

### Namibia
- Windhoek Metal Fest

### Nepal
- Silence Festival
- Nepfest

### Noua Zeelandă
- Rock2Wgtn

### Norvegia
- Karmøygeddon Metal Festival
- Hole in the Sky
- Hove Festival
- Inferno Metal Festival
- Norway Rock Festival
- Metalmania
- Monsters of Rock
- Hard Anger Open Air Metal festival

### Olanda
- Amsterdam Metalfest
- Arnhem Metal Meeting
- Occultfest Open Air
- Dokk'em Open Air
- Dutch Metal Fest
- Dykbreuk RockMetal Event
- Dynamo Open Air
- Elsrock
- Fields of Rock
- Headway Festival
- Into The Grave
- Metal Meltdown
- Monsters of Rock
- ProgPower Europe
- Queenscore
- Right of Way Festival
- Roadgrill Festival
- Brainstorm Festival

- Very 'Eavy festival Stadskanaal

### Polonia
- HunterFest
- Metalmania
- Metalfest OpenAirs

### Portugalia
- Vagos Open Air
- Caos Emergente
- Extreme Metal Attack
- Festival Paredes de Coura
- Ilha do Ermal
- Barreiro Metal Fest
- Moita Metal Fest
- Metal GDL Festival
- SWR Barroselas
- Velha Guarda Metalfest
- Blindagem Metal Fest
- Rock in Rio Lisboa
- Mangualde Hardmetal Fest

### Puerto Rico
- Festival de Metal Boricua

### Regatul Unit
- Bloodstock Open Air
- Butserfest
- Damnation Festival
- Download Festival
- Full Moon Dog Festival
- Hammerfest
- Hard Rock Hell
- Hellfire Festival
- In-Fest
- LesFest
- Monsters of Rock
- ProgPower UK
- Sonisphere
- Out Of The Ashes

### România
- Rockstadt Extreme Fest
- Metalhead Meeting
- Bucovina Rock Castle
- Old Grave Fest
- B'estfest
- Artmania Festival
- Rock'N'Iasi
- Rock the city
- Ghost Festival
- Top T Buzău
- Rock Over Luduș
- Festivalul Celtic Transilvania
- Rock Metal Nation Fest
- Posada Rock Festival
- Bucovina Motorfest
- Flex Fest

### Rusia
- AriaFest
- Monsters of Rock
- Moscow Music Peace Festival

### Slovenia
- Metal Mania
- Metalcamp

### Spania
- Monsters of Rock
- Via de la Plata Festival
- Rock in Rio Madrid
- Madrid is the Dark
- Leyendas del Rock
- Resurrection Fest
- Summon the Dead Madridfest

### Statele Unite
| Festival Name                                                                        | Location                                             | Year Started | Status               | Approx. Time of Year | No. of days | Approx. No. of bands | Predominate Genres                             |  |
| ------------------------------------------------------------------------------------ | ---------------------------------------------------- | ------------ | -------------------- | -------------------- | ----------- | -------------------- | ---------------------------------------------- |  |
| 70000 Tons of Metal (Cruise ship)                                                    | Miami, FL to various locations in the Caribbean      | 2011         | Active               | January              | 5           | 40                   | thrash, power, folk, death, black metal        |  |
| Alehorn of Power                                                                     | Chicago, Illinois                                    | 2006         | Active               | various              | 1           | 6                    | doom, black, power metal                       |  |
| Barge to Hell (Cruise ship)                                                          | Miami, Florida to various locations in the Caribbean | 2012         | Last festival - 2012 | December             | 5           | 40                   | thrash, power, folk, death, black metal        |  |
| Bay Area Rock Fest                                                                   | San Francisco, California                            | 2007         | Last festival - 2008 | spring               | 2           | 12                   |                                                |  |
| Born Too Late                                                                        | Rochester, NY                                        | 2003         | Last festival - 2009 | August               | 1           | 12                   | doom, stoner, sludge metal                     |  |
| Brutiful Metal Fest                                                                  | Fort Worth, Texas                                    | 2012         | Active               | late June            | 2           | 11                   |                                                |  |
| California Metalfest Arhivat în 17 iunie 2016, la Wayback Machine.                   | Anaheim, CA                                          | 2007         | Last festival - 2012 | November             | 1           | 30                   | metalcore, hardcore, metal                     |  |
| Central Illinois Metalfest                                                           | Urbana, IL                                           | 2003         | Last festival - 2012 | July                 | 2           | 30                   | death, black, thrash, grind                    |  |
| Chaos in Tejas Arhivat în 28 iulie 2013, la Wayback Machine.                         | Austin, Texas                                        | 2004         | Active               | May/June             | 4           | 130                  | death metal, grindcore, hardcore               |  |
| Chicago Powerfest                                                                    | Mokena, Illinois                                     | 2000         | Last festival - 2009 | April/May            | 3           | 16                   | power, folk, Viking metal                      |  |
| Dame-Nation                                                                          | Chicago, Illinois                                    | 2010         | Active               | various              | 1           | 30                   | rock and metal with female lead vocalists      |  |
| Day Of The Doomed Fest                                                               | Kenosha, WI                                          | 2011         | Active               | June                 | 2           | 20                   | doom, stoner, sludge metal                     |  |
| Delaware Deathfest                                                                   | Wilmington, DE                                       | 2012         | Active               | October 4–5          | 3           | 30                   | death metal                                    |  |
| Denver Black Sky                                                                     | Denver, CO                                           | 2013         | Active               | December             | 1           | 20                   | death, black, thrash metal                     |  |
| Destroying Texas Fest                                                                | Houston, Texas                                       | 2006         | Active               | November             | 1           | 8                    | black, death metal                             |  |
| Emissions from the Monolith                                                          | Youngstown, Ohio/Chicago, Illinois/Austin, Texas     | 2000         | Last festival - 2007 | late May             | 3           | 30                   | doom, stoner, sludge metal                     |  |
| Flight of the Valkyries                                                              | St. Paul, MN/Baltimore, MD                           | 2007         | Last festival - 2011 | November             | 1           | 8                    | metal with female lead vocalists               |  |
| Florida Powerfest                                                                    | DeLand, Florida                                      | 2009         | Last festival - 2010 | December             | 1           | 20                   | power metal                                    |  |
| Goth Stock                                                                           | Hartford, Connecticut                                | 2005         | Last festival - 2005 | September            | 2           | 40                   | gothic rock and metal                          |  |
| Heathen Crusade Metalfest Arhivat în 1 octombrie 2016, la Wayback Machine.           | Minneapolis, Minnesota                               | 2006         | Last festival - 2008 | January              | 1           | 20                   | Viking, folk metal                             |  |
| Hostile City Death Fest                                                              | Philadelphia, Pennsylvania                           | 2009         | Last festival - 2010 | August               | 3           | 40                   | death metal, grindcore                         |  |
| Indianapolis Metal Fest                                                              | Indianapolis, Indiana                                | 2011         | Active               | September            | 2           | 40                   | death, black, thrash metal                     |  |
| Las Vegas Death Fest                                                                 | Las Vegas, NV                                        | 2009         | Active               | June                 | 2           | 40                   | death metal                                    |  |
| Los Angeles Murderfest                                                               | Hollywood, California                                | 2005         | Last festival - 2009 | May                  | 2           | 30                   | death metal                                    |  |
| Martyrdoom Festival                                                                  | New York City, NY                                    | 2012         | Active               | late June            | 2           | 30                   | black, death metal                             |  |
| Maryland Deathfest                                                                   | Baltimore, MD                                        | 2003         | Active               | end of May           | 4           | 60                   | death, black, doom, grind                      |  |
| Milwaukee Metal Fest                                                                 | Milwaukee, Wisconsin                                 | 1987         | Last festival - 2007 | July/August          | 2           | 50                   | death, thrash, black, doom metal               |  |
| New England Deathfest                                                                | Providence, RI                                       | 2009         | Last festival - 2009 | August               | 2           | 30                   | death metal                                    |  |
| New England Metal and Hardcore Festival                                              | Worcester, MA                                        | 1999         | Active               | April/May            | 4           | 80                   | death metal, metalcore, hardcore               |  |
| New Jersey Deathfest                                                                 | Stanhope, New Jersey                                 | 2009         | Active               | October              | 2           | 20                   | death metal                                    |  |
| New Jersey March Metal Meltdown                                                      | Irvington, NJ                                        | 1999         | Last festival - 2004 | March                | 2           | 45                   | death, black, thrash, grind                    |  |
| Nightmare Metal Fest                                                                 | San Antonio, TX                                      | 2008         | Last festival - 2009 | March                | 1           | 10                   | power metal                                    |  |
| Nordic Midsummer Fest                                                                | Kent, Ohio                                           | 2013         | Active               | June                 | 1           | 13                   | Viking, folk, death metal                      |  |
| Northern Wisconsin Metalfest                                                         | Lake Nebagamon, WI                                   | 2004         | Active               | September            | 2           | 30                   |                                                |  |
| Northwest Death Fest                                                                 | Seattle, WA                                          | 2004         | Last festival - 2006 | September            | 1           | 20                   | death, black, thrash, grind                    |  |
| Northwestern Black Circle Festival                                                   | Portland, Oregon                                     | 2009         | Active               | August               | 3           | 30                   | black, death metal                             |  |
| Pathfinder Metalfest                                                                 | Atlanta, GA                                          | 2007         | Active               | July/November        | 1           | 7                    |                                                |  |
| ProgPower USA                                                                        | Atlanta, Georgia                                     | 2001         | Active               | early September      | 3           | 20                   | power, progressive, traditional                |  |
| Ragnarökkr Metal Apocalypse                                                          | Chicago, Illinois                                    | 2011         | Active               | May                  | 2           | 25                   | heavy, traditional metal                       |  |
| Rites of Darkness                                                                    | San Antonio, TX                                      | 2010         | Last festival - 2011 | December             | 3           | 30                   | black, death metal                             |  |
| Robot Mosh Fest                                                                      | Milwaukee, Wisconsin                                 | 2001         | Last festival - 2008 | June                 | 2           | 25                   | metalcore, hardcore, metal                     |  |
| Rock on the Range                                                                    | Columbus, Ohio                                       | 2007         | Active               | May                  | 3           | 50                   | nu metal, metalcore                            |  |
| Saints & Sinners Festival                                                            | Asbury Park, New Jersey                              | 2006         | Last festival - 2007 | November             | 2           | 40                   | nu metal, metalcore                            |  |
| Scion Rock Fest                                                                      | Memphis, Tennessee/various                           | 2009         | Active               | March/June           | 1           | 30                   | death metal, grindcore, doom metal, metalcore  |  |
| Seattle Metal Fest                                                                   | Seattle, Washington                                  | 2004         | Last festival - 2007 | January              | 1           | 10                   |                                                |  |
| Shiprocked (cruise ship)                                                             | Fort Lauderdale, Florida                             | 2009         | Active               | January              | 5           | 20                   | nu metal, metalcore                            |  |
| Slaughter By The Water                                                               | San Francisco, California                            | 2010         | Last festival - 2012 | August               | 1           | 20                   | death, thrash metal                            |  |
| Something Bloody Festival                                                            | Providence, Rhode Island                             | 2013         | Active               | July                 | 2           | 30                   | death, black, thrash, grind                    |  |
| Stella Natura: The Light of Ancestral Fires                                          | Cisco Grove, California                              | 2012         | Active               | September            | 3           | 50                   | folk and experimental music, black, doom metal |  |
| Stoner Hands of DOOM                                                                 | Richmond, Virginia/New London, CT                    | 2001         | Active               | September            | 4           | 50                   | doom, stoner, sludge metal                     |  |
| The Black Kvlt Fest                                                                  | Miami, Florida                                       | 2013         | Active               | October              | 1           | 20                   | black, death metal                             |  |
| Tidal Wave                                                                           | San Francisco, California                            | 2000         | Active               | July                 | 2           | 15                   | death, doom metal                              |  |
| Warriors Of Metal Festival Open Air Arhivat în 26 ianuarie 2016, la Wayback Machine. | Pataskala, OH                                        | 2008         | Active               | June                 | 2           | 30                   | heavy, power, progressive, thrash metal        |  |
| West Texas Death Fest                                                                | Amarillo, TX                                         | 2009         | Active               | March                | 2           | 30                   | death metal                                    |  |

### Suedia
- Forlorn Fest
- Getaway Rock Festival
- House of Metal
- Metaltown Festival
- Monsters of Rock
- Muskelrock
- Sweden Rock Festival
- Rockstad: Falun

### Turcia
- Barıșarock
- H2000 Music Festival
- Rock'n Coke
- RockIstanbul
- Unirock Open Air Festival
- Sonisphere

### Ucraina
- Global East Rock Festival
- Metal Heads Mission
- Carpathian Alliance Metal Festival

### Ungaria
- Metalmania
- Sziget (doar parțial metal)

### Venezuela
- Gillmanfest

## Turnee
- Clash of the Titans
- Crüe Fest
- Earthshaker Roadshock Tour
- Family Values Tour
- G3
- Gigantour
- Jägermeister Music Tour
- Mayhem Festival
- Metal Masters Tour
- Monsters of Rock
- No Mercy Festival
- Ozzfest
- Sounds of the Underground
- Taste Of Chaos
- The Summer Slaughter Tour
- The Unholy Alliance
- Uproar Festival
- X-Mass Festival